# Jiří Rajlich
Jiří Rajlich (* 17. prosince 1964, Praha) je český historik se zaměřením na vojenské a letecké dějiny.
Vystudoval historii na Filozofické fakultě Univerzity Karlovy. Od roku 1991 působí ve Vojenském historickém ústavu, kde je ředitelem historicko-dokumentačního odboru. Ve svých pracích se zabývá meziválečnou i poválečnou historií československého letectva, osudy československých letců na západní frontě během druhé světové války, ale i činností Luftwaffe v českých zemích nebo Čechoslováky bojujícími ve španělské občanské válce. Zaměřuje se i na obraz armády a bezpečnostních sborů ve filmu a televizi.
Kromě autorství desítek historických knih, které vyšly v Česku i v zahraničí, a stovek vědeckých studií byl také kurátorem řady muzejních výstav a expozic. Za svou literární činnost obdržel Cenu Miroslava Ivanova, byl vyznamenán Záslužným křížem ministra obrany II. i III. stupně. Jako jeden ze členů týmu Vojenského historického ústavu třikrát získal cenu Gloria musealis. Dne 28. října 2019 mu prezident České republiky Miloš Zeman udělil medaili Za zásluhy I. třídy.
Je předsedou redakční rady časopisu Historie a vojenství a členem redakčních rad časopisů Letectví a kosmonautika, Vojenská história a Securitas Imperii.

## Výběr publikací
- 310. stíhací peruť, 1994
- Esa na obloze. Nejúspěšnější čs. stíhači ve 2. světové válce, 1995
- 313. stíhací peruť, 1996
- Mustangy nad protektorátem. Operace britského a amerického letectva nad českými zeměmi a německá obrana, 1997
- Na nebi sladké Francie. Válečný deník československých letců ve službách francouzského letectva, 1998
- Na nebi hrdého Albionu. Válečný deník československých letců ve službách britského letectva, 1999
- Tatranští orli nad Kubání, 2002
- Jediný československý maršál. Životní osudy Air Marshala a armádního generála (in memoriam) RNDr. Karla Janouška, KCB (1893-1971), 2002
- Za Boha a národ : stíhací esa slovenských Vzdušných zbraní ve 2. světové válce, 2006
- Josef František. Pokus o pravdivý příběh československého stíhače, 2010
- Generál Alexander Hess, 2015